# سفیدخانی وسطی
سفیدخانی وسطی، روستایی در دهستان زنگوان بخش کارزان شهرستان سیروان در استان ایلام ایران است.

## جمعیت
بر پایه سرشماری عمومی نفوس و مسکن در سال ۱۳۹۵، جمعیت این روستا برابر با ۳۹ نفر (۱۱ خانوار) بوده است.